# Florence Gilbert
Florence Gilbert (20 de febrero de 1904 – 27 de febrero de 1991) fue una actriz cinematográfica estadounidense, activa en la época del cine mudo. 

## Biografía
Nacida y criada en Chicago, Illinois, Gilbert se mudó con su madre y su hermano a Los Ángeles, California, cuando tenía unos 14 años de edad. Decían que aparentaba una edad mayor, y consiguió entrar en el mundo del cine gracias a que Monty Banks la descubrió. En Hollywood ella trabajó para Christy y Fox Studios, haciendo más de 50 actuaciones a partir de 1920, y trabajando junto a intérpretes como William Fairbanks y Jack Hoxie.
Hacia 1926, cuando se estrenó The Johnstown Flood, ella se casó con el actor Ashton Dearholt, con el que tuvo dos hijos, Lee y Caryl Lee. Gilbert dejó el mundo del espectáculo de modo definitivo para dedicarse al cuidado de su familia, aunque conservó una relación social con el mundo del cine a través de la amistad con los profesionales del medio.
Gilbert se divorció de su marido al volver él de rodar Las nuevas aventuras de Tarzán en Guatemala con la actriz Ula Holt, e insistir en que la actriz viviera en la casa de Dearholt. Ella se casó después con el creador de Tarzán, Edgar Rice Burroughs, 28 años mayor que Gilbert. Él admiraba a la actriz por su trabajo en el cine, y recientemente se había separado de su mujer. Sin embargo, y pasado un feliz período en el cual la pareja viajó a Hawái, Burroughs empezó a beber, a tratarla con frialdad y, según ella, a comportarse de manera hostil con su hijo, a la vez que trataba de modo espléndido a su hija. Tras separarse de Burroughs, Gilbert se casó con Albert S. Chase, el cual adoptó legalmente a sus hijos.
Florence Gilbert falleció en Sylmar, California, en 1991.

## Filmografía parcial
- The Greater Claim (1921)
- The Return of Peter Grimm (1926)
- The Johnstown Flood (1926)